# ساختمان مرکزی بانک ملت آرژانتین
ساختمان مرکزی بانک ملت آرژانتین (اسپانیایی: Casa Central del Banco de la Nación Argentina) ساختمانی تاریخی در نزدیکی میدان پلازا ده مایو در بوینس آیرس پایتخت آرژانتین است. این ساختمان میزبان مهمترین رویدادهای تاریخی آرژانتین بوده‌است.
این ساختمان با مساحت ۱۰۰ هزار مترمربع توسط الخاندرو بوستیلو به شیوه نئوکلاسیک همراه با تأثیر از معماری فرانسه در سال ۱۹۴۴ بازسازی شده‌است. این ساختمان با گنبدی ۵۰ متری بخش از آثار تاریخی ملی آرژانتین است.

## تاریخچه
این ساختمان مرکزی در محله سنت نیکولاس شهر بوینس آیرس بر ساختمان اولیه تئاترو کولونس واقع شده که در سال ۱۸۸۸ توسط دولت برای اداره مرکزی بانک تازه تأسیس ملی خریداری شد. در سال ۱۹۱۰ این ساختمان توسط آولفو بوتنر برای کاربری جدید باز طراحی شد.
در سال ۱۹۳۸ الخاندرو بوستیلو طراحی جدید و بزرگتری را به مساحت ۱۰۰ هزار متر مربع ارائه داد که در دو مرحله بین سال‌های ۱۹۴۰ و ۱۹۵۵ ساخته شدند.
این ساختمان همچنین از سال ۱۹۷۱ محلی برای گالری هنری الخاندرو بوستیلو و همچنین تعدادی موزه تاریخی است.

## نگارخانه

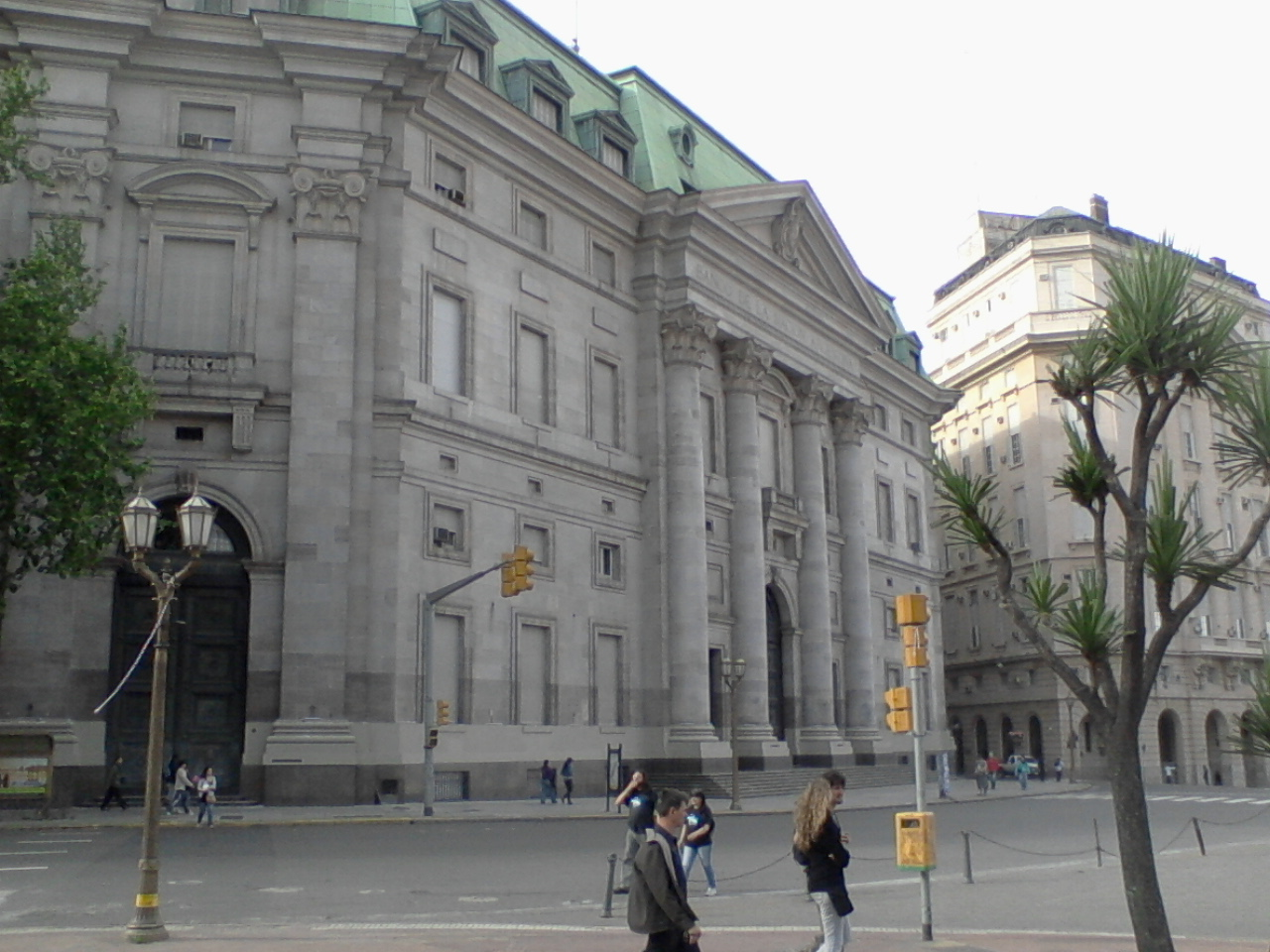
نمایی از ساختمان مرکزی بانک ملت آرژانتین
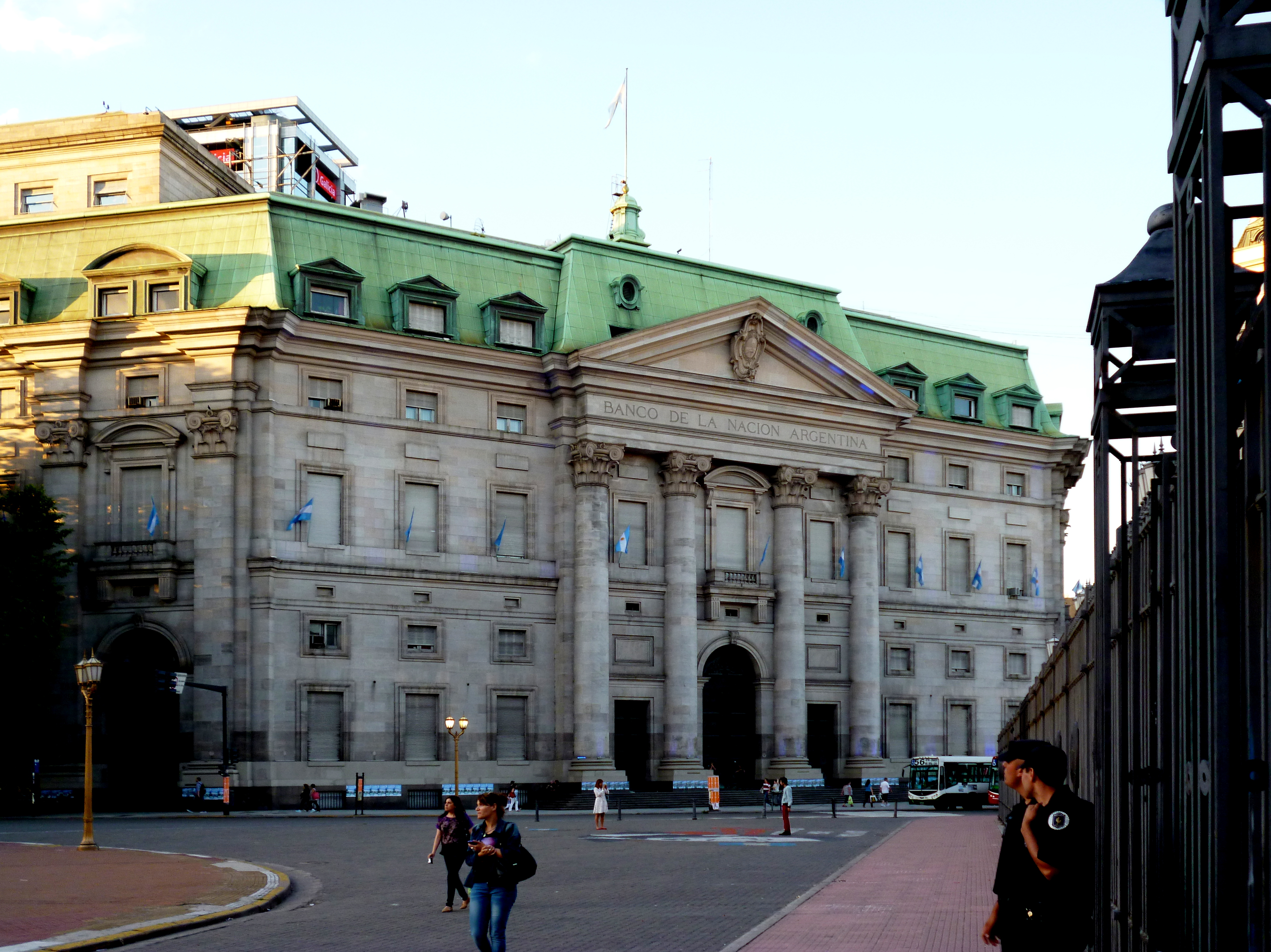
بانک ملت آرژانتین
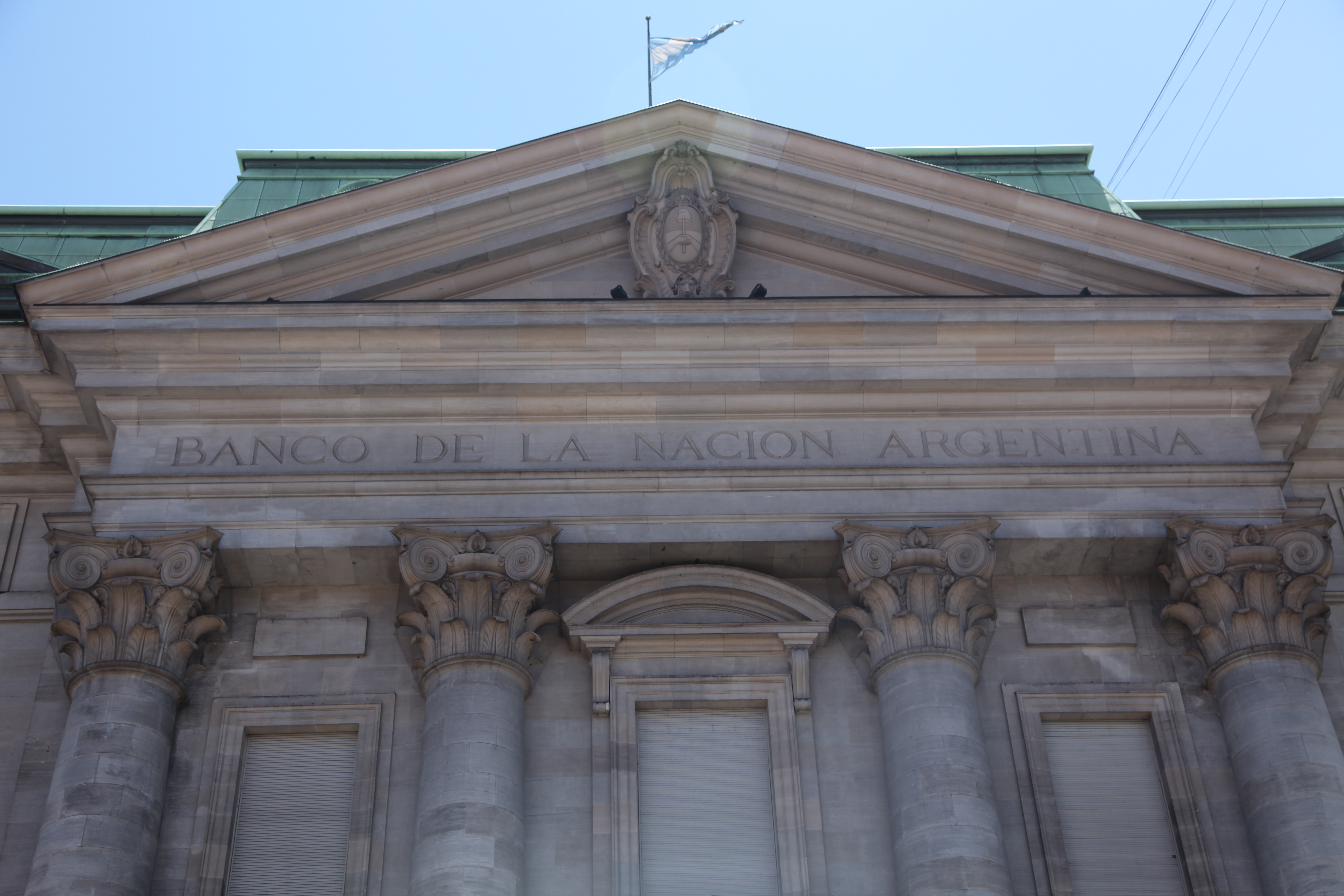
سرسرای ساختمان مرکزی بانک ملت آرژانتین